# Francesc Xavier Balmis i Berenguer
Francesc Antoni Balmis i Berenguer, més conegut com a Francesc Xavier Balmis i Berenguer (Alacant, 2 de desembre de 1753 - Madrid, 8 de novembre de 1818 o 12 de febrer de 1819) va ser un metge militar valencià, cirurgià honorari de Carles IV d'Espanya. El seu nom ha quedat vinculat a l'expedició que va realitzar amb Josep Salvany i Lleopart cap a les colònies espanyoles d'Amèrica i Filipines (actualment coneguda com a Expedició Balmis) per a difondre la vacuna de la verola, una fita en la història de la medicina. En 2020 el Ministeri de Defensa espanyol va anomenar «Operació Balmis» el dispositiu de desplegament militar per lluitar contra la pandèmia de la malaltia per coronavirus.

## Biografia

### Orígens
Nascut el 2 de desembre de 1753 a la plaça de la Fruita d'Alacant (actualment, plaça de la Santíssima Faç), just darrere de l'Ajuntament de la ciutat, sent fill d'Antoni Balmis i Lluïsa Berenguer. Fou batejat amb el nom de Francesc Antoni, tot i ràpidament se'l començà a conèixer com a Francesc Xavier. Aquest canvi no té una explicació patronímica, car el seu pare i el seu avi, ambdós metges i sagnadors, es deien Antoni. L'acte sacramental es dugué a terme tres dies després del naixement a la Basílica de Santa Maria d'Alacant. No obstant això, després de consultar els llibres parroquials de la Basílica de Santa Maria i de la Cocatedral de Sant Nicolau de Bari, les dues parròquies més antigues d'Alacant, i els arxius de l'Asociación de Genealogía Raíces del Reino de Valencia, no se n'ha pogut trobar la partida de baptisme, però sí que hi ha inscrits nou fills dels seus pares, germans de Francesc Xavier Balmis, dos batejats a l'església de Santa Maria, Tomàs i Joan Baptista el 1751 i 1755, respectivament; i set germans batejats a la parròquia de Sant Nicolau d'Alacant, Maria Micaela, Theresa Antònia, Josepha Antònia, Maria dels Dolors, Thomàs Antoni, Maria Manuela i Joseph Francesc, el 1758, 1760, 1762, 1764, 1765, 1767 i 1769, respectivament. El citat estudi de José Ángel Albert Boronat, ha aconseguit remuntar-se fins a vuit generacions del doctor Balmis, i arriba a trobar els orígens francesos del cognom Balmis d'Alacant, com també arribar fins a l'avi de vuitè, Francesc Berenguer, que va viure a Alacant a començament del segle xvi.
Les referències a la família de Balmis anteriors als seus viatges a Amèrica i Filipines tenen com a fonts un estudi recent de l'any 2018 de l'investigador alacantí José Ángel Albert Boronat, que ha desenvolupat la genealogia de l'insigne doctor i del text de l'estudiós Moreno Caballero que data de l'any 1885. Fins a l'Estudi del José Ángel Albert Boronat, molt poc o res s'ha acreditat del coneixement sobre el seu entorn familiar, així ve recollit en l'estudi de José Vicente Tuells Hernández Escenarios vitales de Francisco Xavier Balmis (1753-1819), director de la Real Expedición Filantrópica de la vacuna qui diu que: «Moreno Caballero mateix es queixa en la seua “Sessió Apologètica” del poc que se sap sobre la seua vida. Allí refereix la pertinença de Balmis a una "raça de cirurgians" (el seu pare i el seu avi) prenent com a font la declaració que presenta Balmis mateix davant el tribunal del Protomedicat a València per a ser examinat com a cirurgià. Declara ser fill d'Antoni Balmis, mestre cirurgià i sangnador, i de Lluïsa Berenguer i net per part paterna d'Antoni Balmis, també cirurgià, i Vicenta Bas, i per part materna de Joseph Berenguer i Lluïsa Nicolini.»

### Carrera
Cursà els seus estudis elementals al col·legi Nostra Senyora de l'Esperança, dirigit pels jesuïtes i, després de l'expulsió de l'orde religiós dels territoris de la Monarquia Absoluta Borbònica l'any 1769, finalitzà els estudis preuniversitaris al col·legi Nostra Senyora del Roser, regentat pels dominicans. En aquestes dues institucions docents d'Alacant, adquirí els coneixements de gramàtica i retòrica exigits com a requisit per a cursar medicina a la ciutat de València. L'any 1778 aprovà a València el grau per a exercir cirurgia, així com ensenyar àlgebra. Ja abans, entre 1770 i 1775 exercí com a practicant, és a dir ajudant de cirurgià, a l'Hospital Reial Militar d'Alacant (fins a 2019, seu de la Prefectura de la Guàrdia Civil de la ciutat).
Poc després de graduar-se fou nomenat consultor de l'exèrcit i destinat a l'armada espanyola. Feu tres viatges a Mèxic; el primer dels quals va ser l'any 1781. En un dels viatges es traslladà a l'Havana, i més tard a Ciutat de Mèxic, on va servir com a primer cirurgià en l'Hospital de Sant Joan de Déu i estudià la matèria mèdica i vegetal de Nova Espanya. Entre altres coses va poder estudiar remeis per a les malalties venèries (avui anomenades infeccions de transmissió sexual), fet que li serviria per a publicar més tard Demostración de las eficaces virtudes nuevamente descubiertas en las raíces de dos plantas de la Nueva España, especies de Agave y Begonia para la curación del mal venéreo y escrofuloso (Madrid, 1794).
De tornada a Espanya, va arribar a ser el metge personal de Carles IV. Va persuadir el rei perquè enviara una expedició a Amèrica a propagar la recentment descoberta vacuna de la pigota, també coneguda com a verola. Balmis i Josep Salvany van ser l'ànima de l'expedició, la qual va partir del port de Corunya el 30 de novembre de 1803 a bord del navili María Pita. D'allí va viatjar a San Juan, La Guaira, Puerto Cabello, Caracas, l'Havana, Mérida, Veracruz i Ciutat de Mèxic. La vacuna va arribar a llocs tan llunyans com ara Texas, al nord, i Nova Granada, al sud. Encara que no va ser Balmis mateix, altres membres de l'expedició, entre ells el doctor Salvany, van dur la vacuna a Amèrica del Sud, fins a Chiloé, actual República de Xile, que llavors era el territori més al sud sota domini espanyol al Pacífic. A la Ciutat de Mèxic, a Balmis va costar-li convèncer el virrei José de Iturrigaray, però finalment ell i el seu fill van ser vacunats.
El setembre de 1805 va salpar a bord del Magallanes des del port mexicà d'Acapulco cap a Manila, capital de les Filipines a la que arribà el 7 de febrer de 1805. L'any 1806, en el seu viatge de retorn a Espanya, encara va difondre la vacuna per Macau i Canton (Xina). El 15 de juny de 1806 arribà a l'illa de Santa Elena, possessió anglesa de l'Atlàntic sud, per a continuar fins a Lisboa i Madrid. Tornaria a Nova Espanya una altra vegada el 1810 i es va implicar en les lluites antiindependentistes, a favor del manteniment de la colònia.
Va escriure Instrucció sobre la introducció i conservació de la vacuna. L'any 1803 va traduir del francès al castellà un treball sobre el mateix assumpte, el Traité historique et pratique de la vaccine de Jacques-Louis Moreau de la Sarthe. El doctor Miguel Muñoz va conservar i va distribuir la vacuna a Mèxic fins a 1844, quan el seu fill Luis es va fer càrrec del projecte. Després de Luis Muñoz, el doctor Luis Malanco en va estar al càrrec, i així va poder salvar-se la vida de milers de xiquets americans.